# Học viện Phòng vệ Nhật Bản
Học viện Phòng vệ Quốc gia Nhật Bản (防衛大学校 Bōei Daigakkō, hay còn gọi là Trường Đại học Phòng vệ Nhật Bản (tiếng Anh: National Defense Academy of Japan)), là một trường đại học quân sự trực thuộc Bộ Quốc phòng Nhật Bản, chuyên đào tạo sĩ quan cho 3 lực lượng: Hải quân, Không quân và Lục quân thuộc Lực lượng Phòng vệ Nhật Bản.
- Năm thành lập: 1952
- Địa chỉ: 1-10-20 Hashirimizu, thành phố Yokosuka, tỉnh Kanagawa, Nhật Bản
- Website: http://www.mod.go.jp/nda/english/index.html

## Tổ chức

### Ban Giám hiệu
Hiệu trưởng: Ryosei Kokubun (國分 良成)

### Các phòng/ban quản lý
1. Phòng Quản lý chung: Quản lý các công tác nhân sự, hành chính công vụ,...
2. Phòng Đào tạo: Quản lý công tác đào tạo giảng dạy
3. Phòng Huấn luyện: Quản lý kỉ cương kỉ luật và huấn luyện
4. Thư viện thông tin tổng hợp: Quản lý hệ thống thông tin tài liệu và mạng nội bộ

### Các Trường/khoa đào tạo

#### Trường Giáo dục tổng hợp
1. Bộ môn tổng hợp
2. Bộ môn ngoại ngữ
3. Bộ môn Giáo dục thể chất
4. Bộ môn Toán học

#### Trường Khoa học xã hội và nhân văn
1. Khoa Văn hóa nhân loại
2. Khoa Chính sách công
3. Khoa Quan hệ quốc tế

#### Trường Khoa học ứng dụng
1. Khoa Vật lý ứng dụng
2. Khoa Hoá học ứng dụng
3. Khoa Địa cầu hải dương

#### Trường Kỹ thuật điện và tin học
1. Khoa Kỹ thuật điện, điện tử
2. Khoa Kỹ thuật thông tin
3. Khoa Công nghệ tin học
4. Khoa Kỹ thuật vật liệu

#### Trường Kỹ thuật hệ thống
1. Khoa Cơ khí
2. Khoa Hệ thống cơ giới
3. Khoa Hàng không vũ trụ
4. Khoa Xây dựng và môi trường

#### Trường Giáo dục quân sự/quốc phòng
1. Phòng Đào tạo lý luận quốc phòng
2. Phòng Đào tạo chiến lược
3. Phòng Đào tạo chỉ huy và lịch sử quân sự

### Hệ thống đào tạo sau đại học

#### Đào tạo thạc sỹ (Cao học)
1. Chuyên ngành Kỹ thuật điện tử
2. Chuyên ngành Kỹ thuật cơ khí
3. Chuyên ngành Hàng không vũ trụ
4. Chuyên ngành Kỹ thuật vật liệu
5. Chuyên ngành Toán -Tin
6. Chuyên ngành Khoa học vật lý
7. Chuyên ngành Khoa học Địa cầu và môi trường
8. Chuyên ngành An ninh tổng hợp

#### Đào tạo tiến sĩ (Nghiên cứu sinh)
1. Chuyên ngành Kỹ thuật điện tử - thông tin
2. Chuyên ngành Kỹ thuật Vũ khí và trang bị
3. Chuyên ngành Khoa học vật liệu
4. Chuyên ngành An ninh tổng hợp